# Ottilie von Hansemann

Ottilie von Hansemann (1906)

Ottilie von Hansemann geb. von Kusserow (* 11. April 1840 in Koblenz; † 12. Dezember 1919 in Berlin) war eine deutsche Frauenrechtlerin und Ehefrau des Unternehmers Adolph von Hansemann. Als bedeutsame Geldgeberin der Frauenbewegung in Preußen war sie eine Vorkämpferin für die Zulassung von Frauen zur Immatrikulation.

## Leben

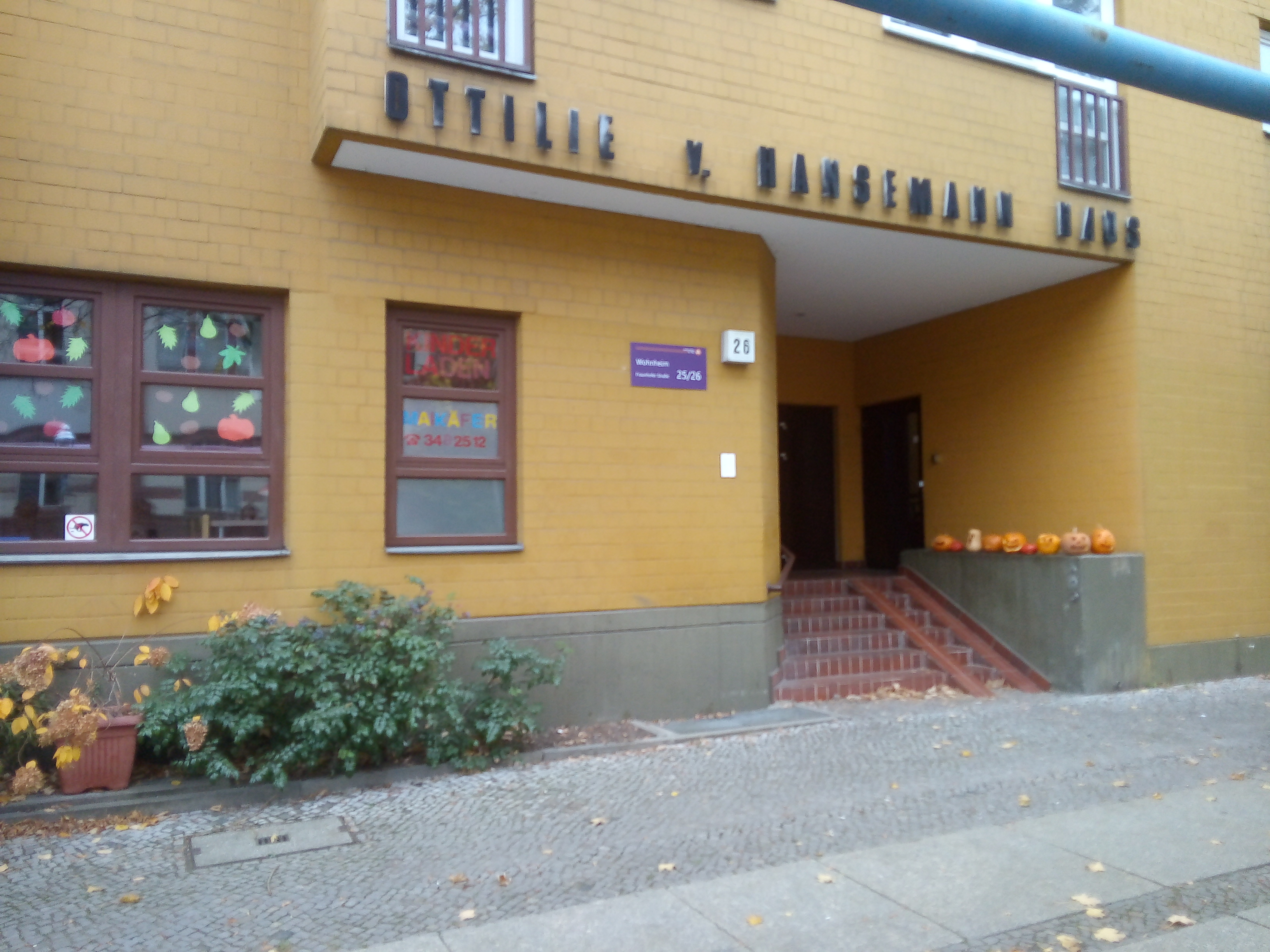
Eingang des Wohnheims Fraunhofer Straße, das bis heute dem ursprünglich von Otilie von Hansemann intendierten Zweck dient und ausschließlich an Studentinnen und junge Familien, in denen beide Elternteile studieren, vermietet wird

Ottilies Eltern waren der Generalleutnant  Ferdinand von Kusserow (1792–1855) und Wilhelmine Eva Oppenheim (1809–1886), eine Tochter des Bankiers Salomon Oppenheim.  Ihre Jugend verbrachte sie mit vier Geschwistern vorwiegend im Rheinland, in Koblenz, ihrem Geburtsort, in Düsseldorf, wo ihr Vater zuletzt stationiert war und in Köln, wo sie nach dem Tod ihres Vaters mit ihrer Mutter hinzog. Nach der 1860 geschlossenen Ehe mit Adolph von Hansemann zog das Paar nach Berlin.
Dem Rektor der Friedrich-Wilhelms-Universität Berlin bot sie eine Stiftung von 200.000 Mark für studierende Frauen an, nachdem in Preußen zwar 1908 auch Frauen zum Studium zugelassen worden waren, aber immer noch von Dozenten von Vorlesungen ausgeschlossen werden konnten. Als Kultusminister Ludwig Holle sich nicht bereit zeigte, diesen Ausnahmeparagraphen zu revidieren, zog sie ihre Stiftung an die Universität zurück und investierte das Geld in den Bau des Viktoria-Studienhauses an der damaligen Berliner Allee (seit 1957 Otto-Suhr-Allee) in Berlin-Charlottenburg. Das Studentinnenheim, inzwischen unter Denkmalschutz gestellt, erhielt später den Namen ihrer Stifterin Ottilie von Hansemann-Haus. Nach mehrfachen Umnutzungen wird es seit Anfang 2016 wieder als Wohnhaus genutzt. Weiter bestehen bleibt ein Haus des Studierendenwerks, welches den Namen "Otilie von Hansemann Haus" trägt mit den Bestimmungen, dass die Wohnungen dort an Studentinnen und junge Familien, bei denen beide Elternteile studieren, vermietet werden. Das Haus des Studierendenwerks liegt hinter dem ehemaligen Ottilie von Hansemann-Haus.
Auf dem Hansemann’schen Besitz Schloss Dwasieden auf der Insel Rügen empfingen Ottilie von Hansemann und ihr Mann, der Direktor der Disconto-Gesellschaft, zahlreiche prominente Gäste, darunter auch Kaiser Wilhelm II. und Kaiserin Auguste Viktoria. Aber auch Frauenrechtlerinnen lud sie ins Schloss: „Wer Gelegenheit hatte, das Leben im Schlosse Dwasieden kennen zu lernen, konnte dort häufig Vertreterinnen der Frauenbewegung treffen, die damals in der Zeit ihrer Kämpfe und ersten Erfolge an Frau von Hansemann eine starke Stütze hatten; die ganz offen für die Bestrebungen der Frauenwelt nach Gleichberechtigung eintrat und mit dem Gewichte ihres Namens und ihres Einflusses wesentlich helfen konnte und auch an finanzieller Hilfe nichts fehlen ließ.“
Vor ihrem Tod bestimmte Ottilie von Hansemann eine Million Reichsmark für das Viktoria-Studienhaus. Aus der Ehe mit ihrem Mann gingen zwei Kinder hervor.